# Joseph Cohen
Pour les articles homonymes, voir Cohen et Joseph Cohen (homonymie).
Ne pas confondre avec Georges Cravenne, de son vrai nom Joseph Cohen
 (décembre 2017).
Joseph Cohen, né le 12 août 1971, est un philosophe français.
Il travaille principalement sur l'idéalisme allemand et la phénoménologie, ainsi que sur la pensée philosophique européenne contemporaine.
Il est professeur de philosophie contemporaine à l'University College Dublin, membre fondateur et secrétaire du Irish Phenomenological Circle.

## Biographie
En 1994, il obtient un Bachelor of Arts, en philosophie, de l'université York, Toronto, puis, l'année suivante, une maîtrise de philosophie, sous la direction de Bernard Bourgeois à l'université de Paris I Panthéon-Sorbonne.
En 1996, il est diplômé d'études approfondies d’histoire de la philosophie, sous la direction de Bernard Bourgeois (université Panthéon-Sorbonne), et en 1997, est reçu à un second diplôme d'études approfondies de philosophie et d’épistémologie, sous la direction de Jacques Derrida (EHESS).
En 2001, sous la direction de Hans-Georg Gadamer et de Reiner Wiehl, il rejoint le Philosophiches Seminar de l'université de Heidelberg avant de soutenir, en 2002, un doctorat de philosophie, sous la codirection de Robert Legros (université de Caen) et de Jacques Derrida (EHESS).
En 2003, il devient chercheur post-doctorant à l'UFR de philosophie de l'université Strasbourg II et de 2004 à 2010, directeur de programme au Collège international de philosophie.
Auprès de l'université de Strasbourg, il fonde l'unité de recherche « Phénoménologie, Herméneutique et Déconstruction » de 2003-2005. En juin 2004, il reçoit Jacques Derrida à Strasbourg et coordonne ce qui sera la dernière conférence du philosophe en France ainsi qu'une journée d'étude doctorale qui se clôt par ce qui s'avèrera être le dernier dialogue public entre Jean-Luc Nancy, Philippe Lacoue Labarthe et Jacques Derrida.
A Strasbourg, Il travaille aussi dans le cadre du Parlement des Philosophes (Strasbourg) où il coordonne, en collaboration avec Gérard Bensussan, le colloque "Heidegger. Le Danger et la Promesse".
Il est membre du comité de lecture de la revue Rue Descartes (PUF) de 2004 à 2008, de la revue Les Temps modernes (Éditions Gallimard) de 2009 à 2014, et de la revue Cités (PUF) de 2010 à 2015. Il est également membre statutaire de l'équipe de recherche PHILéPOL, à l'Université Paris-Descartes, de 2010 à 2015.
Il fonde en 2015 et en collaboration avec Charlotte Casiraghi, Robert Maggiori et Raphael Zagury-Orly, les Rencontres philosophiques de Monaco.
Il est nommé, de septembre 2015 à aout 2016, chercheur en philosophie près le « Heidelberg Centre for Transcultural Studies » (Karl Jaspers Centre) de l'université de Heidelberg
En 2016, il refonde et relance, avec Raphael Zagury-Orly et la Fondation du judaïsme français, le Colloque des intellectuels juifs de langue française, puis, en 2017, le « Séminaire René Cassin ».
En 2018, il fonde, avec Alain Fleischer (Le Fresnoy Studio National) et Raphael Zagury-Orly, le groupe de recherche interdisciplinaire "L'Humain qui vient".
En 2020, il fonde le projet "Jewish Thought and Contemporary Philosophy" dans le cadre du University College Dublin "Newman Centre for the Study of Religions". Ce projet est le premier séminaire de recherche et d'enseignement supérieur en pensée juive en Irlande.
Il a été nommé professeur invité de philosophie dans plusieurs universités européennes :
- en 2005 à l'université de Stuttgart
- en 2010 et en 2011 à l'université de Sassari, Sardaigne
- en 2011 à l'université de Fribourg-en-Brisgau
- de 2011 à 2014 à l'université de Paris IV-Sorbonne
- de 2005 à 2007 et de 2013 à 2015 à la Staatliche Hochschule für Gestaltung de Karlsruhe
- en 2016 à l'université de Poitiers
- en 2016 à l'Université de Rome « La Sapienza »
- en 2019 à l'Université de Paris I Panthéon Sorbonne
- en 2019 à l'Université de Rome "La Sapienza"
- en 2022 à l'Université de Rome "La Sapienza"
- en 2022 à l'université de Paris IV-Sorbonne
- en 2023 à l'Université de Rome "La Sapienza"
- en 2023 à l'Université Vita-Salute San Raffaele (Milan)
- en 2024 à  l'Université de Rome "La Sapienza"
- en 2025 à l'Université de Rome "La Sapienza"
- en 2025 à l'Université de Macerata

## Distinctions
- 2012 : Chevalier de l'ordre des Palmes académiques
- 2018 : Lauréat du Prix Spécial 2018 du Comité Français de l'Association Internationale des Avocats et Juristes Juifs

### Publications
Ouvrages :
- Judéités. Questions pour Jacques Derrida, (en coll. avec Raphael Zagury-Orly), Paris, Éditions Galilée, 2003[5].
- Le Spectre juif de Hegel, Paris, Éditions Galilée, 2005[6].
- Heidegger. Le Danger et la Promesse, (en coll. avec Gérard Bensussan), Paris, Kimé, 2006[7].
- Le Sacrifice de Hegel, Paris, Éditions Galilée, 2007[8],[9].
- Alternances de la métaphysique. Essais sur Levinas, Paris, Éditions Galilée, 2009[10].
- The Husserl Dictionnary (en coll. avec Dermot Moran), London, Continuum - Bloomsbury, 2012[11].
- L'Adversaire privilégié. Heidegger, les Juifs et nous (en coll. avec Raphael Zagury-Orly), Paris, Editions Galilée, 2021[12].
- To Live and Die in History (en coll. avec Raphael Zagury-Orly), Aschaffenburg, Alibri Verlag, 2024[13].

Directions de numéros de revue :
- Penser avec Jacques Derrida, Rue Descartes, 2006[14],[15].
- Mélanges de philosophie allemande, Cahiers Philosophiques de Strasbourg, no. 20, Paris, Vrin, 2007[16].
- Heidegger. Qu'appelle-t-on le lieu?, (en coll. avec Raphael Zagury-Orly), Les Temps Modernes, no. 650, Paris, Gallimard, 2008[17].
- Levinas. From Philosophy to the Other, International Journal of Philosophical Studies, Vol. 20, no. 3, London, Routledge, 2012[18].
- Derrida. L'événement déconstruction, (en coll. avec Raphael Zagury-Orly), Les Temps Modernes, no. 669-670, Paris, Gallimard, 2012[19].
- Heidegger et "les juifs", (en coll. avec Raphael Zagury-Orly), La Règle du Jeu, no. 58-59, Paris, Grasset, 2015[20].
- On History, (en coll. avec Raphael Zagury-Orly), Metodo. International Studies in Phenomenology and Philosophy, Vol. 10(2), Padova, SDVIG Press, June 2023[21].

## Colloques (Directions et coordinations)
- 2000 : Judéités. Questions pour Jacques Derrida, Centre Communautaire de Paris - en collaboration avec Raphael Zagury-Orly.
- 2004 : Heidegger. Le Danger et la Promesse, Université de Strasbourg - en collaboration avec Gérard Bensussan.
- 2007 : 200 ans de Phénoménologie de l'esprit de Hegel, Université de Paris IV et Collège International de Philosophie - en collaboration avec Raphael Zagury-Orly.
- 2008 : Derrida. Déconstruire, dit-il..., University College Dublin, Université de Strasbourg - en collaboration avec Raphael Zagury-Orly.
- 2015 : Heidegger et "les juifs", Bibliothèque nationale de France[22], La Règle du Jeu, University College Dublin, Université de Strasbourg, PHILéPOL (Université Paris-Descartes) - en collaboration avec Gérard Bensussan, Hadrien Laroche et Raphael Zagury-Orly.
- 2020: Où va la philosophie française?, Université de Paris I Panthéon Sorbonne, Bibliothèque Nationale de France, Collège International de Philosophie, University College Dublin, Sciences Po Paris, Les Rencontres Philosophiques de Monaco et Columbia Global Centres Paris - en collaboration avec Isabelle Alfandary, Sandra Laugier et Raphael Zagury-Orly.
- 2021: On Unpredictability, King Fahad National Library, Riyadh, Saudi Arabia. Organisé par le Ministère de la Culture de l'Arabie Saoudite. Et en collaboration avec SOAS - University of London, Universidad del Nord Este - Argentine, Universidad Nacional Autonoma de Mexico, Université de Nantes, UNESCO.
- 2022: Knowledge and Exploration: Space, Time, Humanity, King Fahad National Library, Riyadh, Saudi Arabia. Organisé par le Ministère de la Culture de l'Arabie Saoudite. Et en collaboration avec Fédération Internationale des Sociétés Philosophiques, SOAS - University of London, Universidad del Nord Este - Argentine, Universidad Nacional Autonoma de Mexico.
- 2023: Givenness and Revelation. On Jean Luc Marion, University College Dublin, Irlande. (Under the Auspices of the World Congress of Philosophy - Rome 2024), School of Philosophy - University College Dublin, Royal Irish Academy, Department of Philosophy - Boston College, Newman Centre for the Study of Religions - University College Dublin, Humanities Institute - University College Dublin.
- 2023: Transcultural Values and the Ethical Challenges to the Communicative Age, King Fahad National Library, Riyadh, Saudi Arabia. Organisé par le Ministère de la Culture de l'Arabie Saoudite. Et en collaboration avec la Fédération Internationale des Sociétés Philosophiques, Universidad del Nord Este - Argentine, Universidad Nacional Autonoma de Mexico.
- 2025: Contemporary Readings of Levinas' Otherwise than Being, or Beyond Essence, Université de Rome "La Sapienza". Organisé par Université de Rome "La Sapienza", Université de Sassari, Penn State University, Boston College, University College Dublin. Et en collaboration avec "Levinas Studies", le service culturel et scientifique de l'Ambassade de France en Italie, InSchibboleth.